# Wu Shifu
Wu Shifu es un deportista chino que compitió en vela en la clase Mistral. Ganó una medalla de bronce en el Campeonato Mundial de Mistral de 2006.

## Palmarés internacional
| \| Campeonato Mundial \| Campeonato Mundial \| Campeonato Mundial \| Campeonato Mundial \| \| Año \| Lugar \| Medalla \| Clase \| \| ------------------ \| ------------------ \| ------------------ \| ------------------ \| \| 2006 \| Shenzhen (China) \| Medalla de bronce \| Mistral \| |                  |                   |         |
| Campeonato Mundial |                  |                   |         |
| Año | Lugar            | Medalla           | Clase   |
| 2006 | Shenzhen (China) | Medalla de bronce | Mistral |